# Pálffy István (újságíró)
Pálffy-Orbán István Sándor, született Pálffy István Sándor (Debrecen, 1959. november 21. –) magyar újságíró, műsorvezető, politikus, 2010 és 2014 között országgyűlési képviselő. 2015-től 2019-ig Magyarország dublini nagykövete.

## Életrajza
Édesapja Pálffy István irodalomtörténész, édesanyja Orbán Katalin. Tanulmányait a Budapesti Műszaki Egyetem Építészmérnöki Karán végezte.
1985-től 1988-ig mérnökként dolgozott a Hajdú-Bihar megyei Állami Építőipari Vállalatnál. 1988-1997 között a Magyar Rádió munkatársa volt többek között a Krónika c. műsor rovatvezetőjeként, szerkesztőségvezetőként és a Rádió oktatási osztályának vezetőjeként. 1992-től 1997-ig az Magyar Televízió (MTV) Magyarországról jövök, illetve A Hét c. műsorait vezette. 1997 és 2002 között a TV2 Tények és a Jó estét Magyarország! című hírműsorainak volt szerkesztő-műsorvezetője és hírigazgató-helyettese. 2002-ben visszatért a Magyar Televízióhoz, ahol a Híradó műsorvezetője lett egészen 2008-ig, majd a Panoráma című heti hírműsor vezetője lett, illetve egy évad erejéig a Kupé című vasúti magazin műsorvezetője is.
2010-ben felfüggesztette tevékenységét az MTV-nél, és a Kereszténydemokrata Néppárt (KDNP) színeiben elindult a 2010-es országgyűlési választáson. Mivel az egyéni képviselő-jelöltség lehetősége már korábban lezárult, a Fidesz–KDNP pártszövetség Hajdú-Bihar megyei listájának 8. helyét kapta meg, ahonnét a Fidesz elsöprő győzelme miatt bejutott a parlamentbe. Az országgyűlésben a KDNP frakció tagja és a kulturális és sajtóbizottság alelnöke lett.
2014 novemberétől ismét az MTVA nemzetközi kapcsolataiért felelős tanácsadójaként dolgozott. 2015-től 2019-ig dublini nagykövet, a poszton Magyarics Tamást váltotta.
2020 és 2023 között a Duna Média televíziós médiaszolgáltatási vezetője.
2023. augusztus 21-én, tizenhárom év kihagyás után tért vissza a televízió képernyőjére műsorvezetőként a Hír TV Napi Aktuális című műsorában. A csatorna már rögtön az első adást követően, azonnali hatállyal szerződést bontott vele, miután az adás folyamán a pedofília iránti toleranciát boncolgatta beszélgetőpartnerének, Márki-Zay Péternek.
Ezután a budapesti Facultas Humán Gimnáziumban kezdett tanítani médiaismeretet.
Munkája mellett élénken foglalkozik még a gasztronómiával és a gasztroturizmussal, azon belül is kiemelten a borokkal, számos könyvet írt ezen témákban.
Nagybátyja Pálfy József újságíró volt.

## Művei
- Pálffyction (monográfia, 2003)
- 222 szó az illemről (2003)
- 222 szó az utazásról (2004)
- Kicsik és nagyok illemkönyve (2004)
- Horvátország Konyha-Kultúra-Kalauz (2005)
- Erdély Konyha-Kultúra-Kalauz (2006)
- Csehország Konyha-Kultúra-Kalauz (2007)
- Veszélyben a hazám. Pálffy Istvánnal beszélget Benkei Ildikó; Kairosz, Budapest, 2007 (Magyarnak lenni)
- Szlovákia Konyha-Kultúra-Kalauz (2008)
- Mit érdemes megvenni? A 100 legjobb magyar bor 2008 (2007)
- Mit érdemes megvenni? A 100 legjobb magyar bor 2009 (2008)
- Mit érdemes megvenni? A 100 legjobb magyar bor 2010 (2009)
- Egy kis hazai – Kaposvár és a régió (2009)
- Egy kis hazai. Pannónia szíve, a Vértesi Kistérség; Vértes TKÖT, Bicske, 2010
- Egy kis hazai. Pécs Európa Kulturális Fővárosa 2010; Hungarofest Nemzeti Rendezvényszervező Nonprofit Kft., Budapest, 2010
- Egy kis hazai. Kenese – Akarattya a Balaton keleti kapuja; Balatonkenese Város Önkormányzata, Balatonkenese, 2010
- Egy kis hazai. A Balatoni Riviéra gyöngyszemei. Alsóörs, Csopak, Felsőörs; Balaton Riviéra Turisztikai Egyesület, Lovas, 2010
- Egy kis hazai. Balatonfüred és Tihany; Balatonfüredi Turisztikai Egyesület, Balatonfüred, 2011
- Egy kis hazai. Óbuda és Békásmegyer, a III. kerület; Óbuda-Békásmegyer Önkormányzata, Budapest, 2011
- 70 éves a Kereszténydemokrata Néppárt; szerk. Pálffy István; Barankovics István Alapítvány–Gondolat, Budapest, 2014
- Az igen igen, a nem nem; Barankovics István Alapítvány–Gondolat, Budapest, 2021
- Eurus – aki tőled kér, adj neki; Barankovics István Alapítvány–Gondolat, Budapest, 2023

## Díjak
- Pethő Sándor-díj (2001)